# Krassószombat
Krassószombat (szerbül Банатска Суботица / Banatska Subotica) település a Dél-bánsági körzetben, a fehértemplomi községben.

## Fekvése
Fehértemplomtól északnyugatra, Udvarszállás és Karasjeszenő közt fekvő település.

## Története
1910-ben 611 lakosából 32 magyar, 16 román, 545 szerb volt. Ebből 45 római katolikus, 562 görögkeleti ortodox volt.
A trianoni békeszerződés előtt Krassó-Szörény vármegye Jámi járásához tartozott.

## Népesség

### Demográfiai változások
| 1948 | 1953 | 1961 | 1971 | 1981 | 1991 | 2002 | 2011 |
| ---- | ---- | ---- | ---- | ---- | ---- | ---- | ---- |
| 516  | 536  | 505  | 479  | 372  | 280  | 200  | 169  |

## Látnivalók
- Görögkeleti temploma - 1866-ban épült

## Jegyzetek

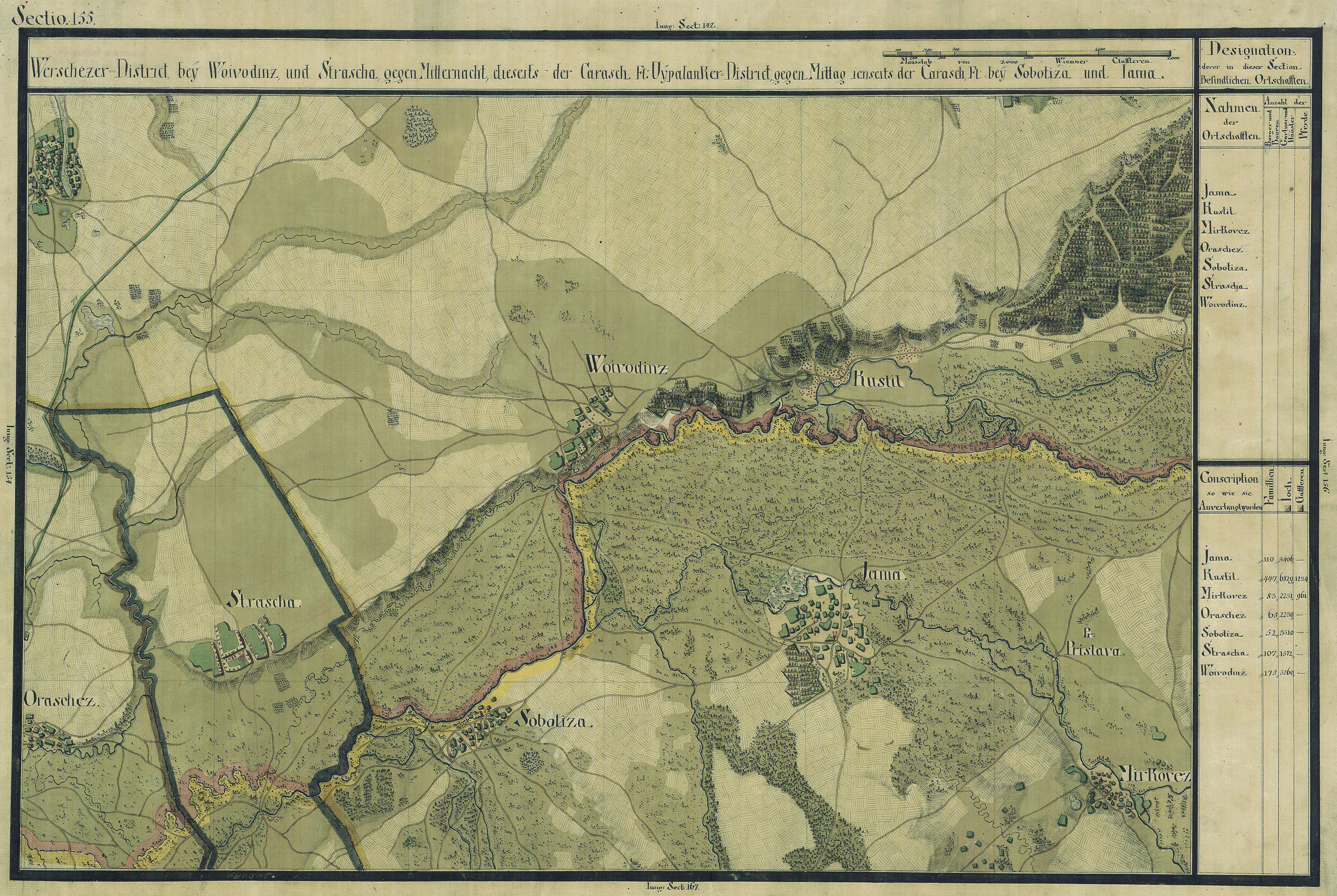
Krassószombat környéke 1769-72 között